# 豐南區
豐南区是中華人民共和國河北省唐山市下辖的一個市辖区，是1976年唐山大地震的地震中心，损失惨重。现在建筑发展已经和唐山市中心连成一片。區人民政府駐正苑大街9號。
豐南區，因在豐潤之南，故名。金大定二十七年（1187年），析玉田縣置永濟縣。1946年，置豐南縣。1994年，撤銷豐南縣，設立豐南市。2002年，撤銷豐南市，設立豐南區。自古就有“潤澤豐美”之稱。

## 歷史
原为豐润县的辖区，1945年從豐润县的南部地区分開獨立設县，因為位在豐润县的南方，故名豐南县。1994年撤县设市。2002年2月1日，再調整，成為唐山市的豐南区。現在的區政府所在地為：豐南镇。

## 人口
2021年，豐南區總户數14.51萬户，户籍總人口53.62萬人。與2019年末比，總人口減少475人。其中城鎮人口25.88萬人，佔48.26%。鄉村人口27.74萬人，佔51.74%。

## 行政区划
豐南區下辖1个街道办事处、14个镇、1个乡：
青年路街道、胥各庄镇、小集镇、黄各庄镇、西葛镇、大新庄镇、钱营镇、唐坊镇、王兰庄镇、柳树𨟠镇、黑沿子镇、大齐各庄镇、岔河镇、南孙庄镇、东田庄镇和尖字沽乡。

## 交通
- 205国道、 112国道过境。